# Banksia ser. Quercinae
Banksia ser. Quercinae  es el nombre botánico para una serie de Banksia. Contiene 2 especies que difieren de otras especies en la sección por algunas características anatómicas inusuales de sus flores, y su secuencia de arriba hacia abajo de la antesis.

## Especies
- Banksia quercifolia
- Banksia oreophila